# Škoda Epiq
La Škoda Epiq est un SUV compact électrique du constructeur automobile tchèque Škoda produit à partir de 2024 et commercialisée courant 2025.

## Présentation
La Škoda Epiq est dévoilée par le constructeur le 15 mars 2024.

## Concept car

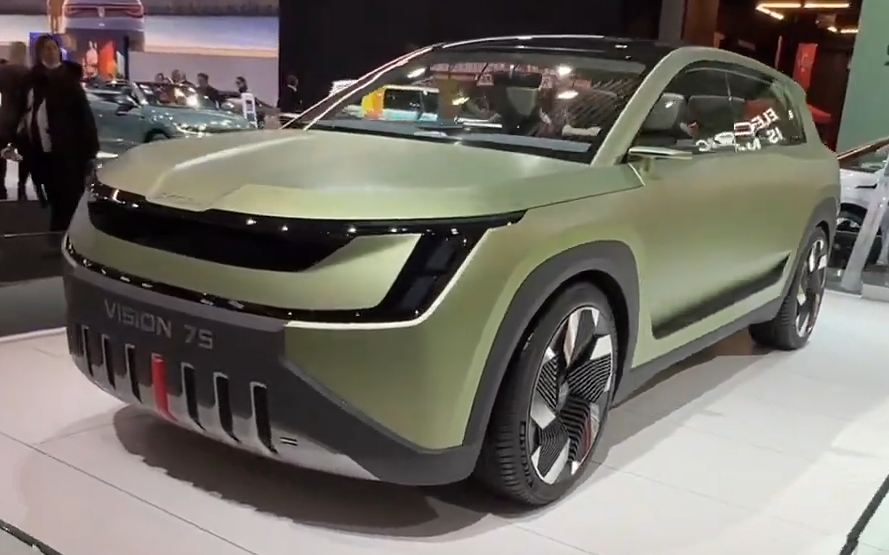
Škoda Vision 7S Concept

La Škoda Epiq est préfigurée par le concept car Škoda Vision 7S présenté en novembre 2022 à Prague.